# Joan Plaça
Joan Plaça o Joan Plaza (València, cap al 1525 - València, 1603) va ser un metge i botànic. H. Ruiz i J. Pavón li dedicaren un gènere botànic de plantes dels Andes, Plazia, dins la família asteràcia.
Joan Plaça, doctorat en medicina en l'Estudi General (1559), fou primer catedràtic de Principios de Medicina arran de la mort de Ledesma, i per a substituir-lo (1561) (Cf. M. Vt. Febrer, Op. Cit. 376,474). Posteriorment, entre d'altres, exerciria diverses cátedres, a com ara la de, botànica a la Universitat de València entre 1567 i 1583; durant el qual període, patrocinat per la ciutat, va fundar un jardí botànic, considerat per alguns el primer de l'estat espanyol de caràcter universitari. Va rebre la visita i es va relacionar amb el botànic Charles de Lécluse (conegut també per Carolus Clusius) i, en l'obra d'aquest últim, Rariorum aliquot stirpium per Hispaniae observatarum historia (1576), hi inclogué les plantes de més gran interès recollides per Plaça amb els dibuixos també de Plaça. Al nom llatí Clusius, hi afegí el nom de valentina que en alguns casos encara figura en la nomenclatura binomial actual (Hemerocallis valentina, Hippogloson valentinum, Ocymastrum valentinum, Nasturtium silvestre valentinum, Rubus idaeus valentinum, Scamonea valentina). Plaça escriví però no arribà a publicar, entre altres obres, In Dioscoridem annotationes.